# 109 Piscium b
109 Piscium b је вансоларна планета која је откривена у орбити звезде 109 Piscium. Она је масе 6,38 пута веће од Јупитера и највероватније је гасовити џин. Као и друге планете са дугим периодом орбите откривене око других звезда, она има ексентричност која је већа од Јупитерове.
Проналазачи процењују њену температуру на 264 K од соларног загревања, али може бити најмање 10-20 K топлије због унутрашњег загревања.